# El cielo y tú
El cielo y tú (en inglés, All This, and Heaven Too) es una película norteamericana de 1940, de la Warner Bros.-First National Pictures, dirigida por Anatole Litvak. El guion fue una adaptación de Casey Robinson de una novela de Rachel Field.

## Argumento
En París, durante el reinado de Luis Felipe I, la joven Henriette Deluzy llega como institutriz de los hijos del Duque de Praslin y su esposa, la volátil y obsesiva Fanny Sebastiani. Es mal recibida por la duquesa, que se siente celosa de cualquiera que se encuentre cerca de su marido. La vengativa duquesa logra que sea despedida, mientras crece la atracción entre el duque y Henriette. La duquesa aparece muerta y ambos se convierten en los principales sospechosos del crimen.